# Olasz fasizmus
Az olasz fasizmus Benito Mussolini vezette szélsőjobboldali politikai mozgalom volt, amely 1922-ben megszerezte a hatalmat Olaszországban, amelyet mintegy húsz évig (Ventennio), a második világháború végéig meg is tartott. A szövetségesek itáliai partraszállása után, 1943-tól befolyása a német katonai uralom alatt álló észak-olaszországi Olasz Szociális Köztársaságra korlátozódott.
Az olasz fasizmus számos hasonló mozgalom és párt példaképe lett Európa különböző államaiban, köztük a német nemzetiszocializmusé is.

## Etimológiája
Az olasz eredeti fascismo szó a latin fasces egy fejsze köré kötött vesszőnyaláb, amely az ókori római magisztrátus jelképe volt, és tulajdonképpen az „egységben az erő” elvét szimbolizálta: egyetlen vesszőt könnyű eltörni, de egy vesszőnyalábot már szinte lehetetlen. A vesszőnyalábra tűzött harci bárd egyszerre volt vallási és politikai szimbólum, mert nemcsak az áldozati állatok leölésére, hanem elítéltek, államellenes felforgatók vagy hadifoglyok kivégzésére is használhatták a magisztrátus parancsára.
Az olasz nyelvben a fasci szó szövetséget jelent. Mussolini először 1915-ben használta, amikor „Fasci d'azione rivoluzionari” (Forradalmi akciószövetségek) néven megalapította első saját szervezetét. Ezt követte 1919-ben a hazatérő frontharcosokból megalakított Fasci di combattimento (Harci szövetség), majd az 1921-ben létrehozott Partito Nazionale Fascista (tulajdonképpen „Nemzeti Szövetségi Párt”). A fasizmus egyik korai kommentátora már rámutatott: „A fasizmus neve önmagában semmit nem mond a mozgalom szelleméről és céljairól. A fascio azt jelenti, egyesület vagy szövetség, a fasiszták egylettagok, a fasizmus pedig egyletesdi”.

## Lényeges megkülönböztető jegyei

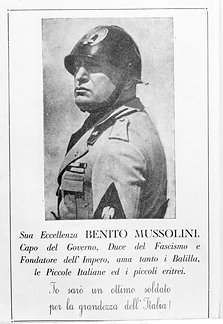
Benito Mussolini ábrázolása korabeli propagandaplakáton

Az olasz fasizmus ideológiájának lényegi elemei a következők voltak:
- Szélsőséges nacionalizmus, populizmus, vezérkultusz[2]
- Radikális, erőszakos antikommunizmus.[3]
- Irredentizmus: többek között az Adriai-tenger horvátországi partjának annektálására irányuló törekvés
- Voluntarista kultúr- és gazdaságpolitika, a politikai akarat jelentőségének és lehetőségeinek végletes eltúlzása.[4]
- Tömegmegmozdulások rituális megjelenítése, felvonulások, zászlók, jelvények és egyenruhák széles körű alkalmazása
- Az ókori Római Birodalom mint „előd” kultuszának végletekig eltúlzott ápolása, együtt egy „forradalmian” dinamikus aktuálpolitikával[5]
- Korporatív gazdasági modell, amely az egyes termelési ágak szerint szervezi a társadalmi termelést és a politikai irányítást egyaránt. A szakmai testületek, korporációk átveszik a parlament szerepét Camera dei deputati|Camera dei Fasci e delle Corporazioni. A párt- és állami vezetés egybeolvadása. (Az 1922-ben létrejött Fasiszta Nagytanács (Gran Consiglio del Fascismo) 1928-tól vezető állami szervvé vált.)
- Az állami erőszak kiemelt szerepe az ideológiában és a gyakorlatban egyaránt[6][7]
- A pártok kritikája, a saját mozgalom anti-pártként való felfogása az 1919–1922 közötti szakaszban, utána pedig „új típusú tömegpártként” való meghatározása.

Az olasz fasiszta mozgalom modernista-forradalmi és konzervatív-tradicionalista irányzatai között újra meg újra feszültségek keletkeztek. Mussolini maga sokáig ingadozott e két felfogás között. Különösen 1921 és 1925 között nagy gondot fordított arra, hogy e két ellentétes erőt összetartsa. A fasizmus ellentmondásos önmeghatározása és bizonytalan identitása hozzájárult ahhoz, hogy erősen különböző társadalmi áramlatokat tudott magához kötni.

### Az olasz fasizmus elhelyezkedése a jobb-baloldali politikai spektrumon
Az olasz fasizmus, bizonyos baloldali színezetű kezdetek után az 1920-as évek elején egyértelműen jobbra tolódott. Mussolini maga igyekezett csökkenteni ennek a felosztásnak a jelentőségét, különös tekintettel arra, hogy a mozgalom jobbratolódása belső törésvonalak kialakulásához vezetett. Az úgynevezett „fasiszta baloldal” tagjai Michele Bianchi, Giuseppe Bottai, Angelo Oliviero Olivetti, Sergio Panunzio és Edmondo Rossoni, akik a nemzeti szindikalizmus mellett szálltak síkra – szembehelyezkedve a parlamenti liberalizmussal – a gazdaság modernizálása és a munkások, az egyszerű emberek érdekében. A „fasiszta jobboldalhoz” tartoztak a félkatonai Squadristi és az Olasz Nemzeti Társulás (ANI) tagjai. A Squadristi csoport célja a teljes diktatúra bevezetése volt, míg az ANI tagjai, köztük Alfredo Rocco, tekintélyuralmi korporatív államot akart létrehozni a liberális állam helyébe, megőrizve a létező eliteket. Később kialakult a monarchista fasiszták csoportja is, amely abszolút monarchiát szeretett volna létrehozni Viktor Emánuel királlyal az élén.
Mussolini bukása, majd a németek általi kiszabadítása után, az Észak-Olaszországban létrehozott Olasz Szociális Köztársaság (Salòi Köztársaság) keretében megint baloldali vonásokkal próbálta újra-radikalizálni mozgalmát. Értékelése szerint bukására azért kerülhetett sor, mert az olasz konzervatív burzsoázia elárulta őt. Javasolta munkástanácsok létrehozását és a profit megosztását a munkások és a tulajdonosok között. A területet ellenőrzésük alatt tartó német hatóságok azonban figyelmen kívül hagyták ezeket a kezdeményezéseit.

## Története

### Kialakulása
Az olasz fasizmus alapítója Benito Mussolini, aki politikai tevékenységét az Olasz Szocialista Pártban (PSI, Partito Socialista Italiano), mégpedig annak baloldali szindikalista szárnyán kezdte meg. Mussolini többek között az Avanti nevű pártlap főszerkesztője is volt.
Bár Mussolini 1914-ben aláírta a PSI háborúellenes kiáltványát, hamarosan ezután megalakította a „Forradalmi akció szövetségei” (Fasci d’Azione Rivoluzionaria, FAR) elnevezésű szervezetet, amely síkraszállt Olaszországnak a háborúba való belépése mellett. Más jobboldali nacionalista csoportokkal együtt, mint az 1910-ben alapított Associazione Nazionalista Italiana Mussolini síkraszállt a „felszabadítatlan területek” (terre irredente), az akkor még az Osztrák–Magyar Monarchiához tartozó olasz lakosságú területek, mint Trident és Trieszt Olaszországhoz csatolása mellett. Ezután kizárták a szocialista pártból. Ettől kezdve Mussolini harci osztagai erőszakos eszközökkel léptek fel a szocialista és a kommunista pártok, szervezetek, a baloldali munkásmozgalom ellen.
Az első világháború után Mussolini 1919 márciusában Milánóban részt vett a Fasci di Combattimenti (Harci szövetségek), a később közkeletűen feketeingeseknek nevezett szervezet megalakításában, amely tekintélyuralmi rendszer bevezetését és a párizsi szerződések revideálását követelte Olaszország érdekeinek megfelelően. Véleményük szerint ugyanis Franciaország és Nagy-Britannia nem teljesítette az 1915-ös titkos londoni szerződésben tett ígéreteit, miszerint Olaszországnak a központi hatalmakkal fennálló szövetsége felmondása és az ellenük irányuló hadba lépés esetére jelentős területeket ígért. Olaszország ugyan jelentős területeket kapott (Dél-Tirol, Trento, Isztria), jóval nagyobbat, mint amit az olasz csapatok a háború során el tudtak foglalni, de kevesebbet, mint ami szerettek volna. Emiatt kelt életre az olasz közvéleményben az „ellopott” vagy „megcsonkított” győzelem legendája (vittoria mutilata). A londoni szerződés ugyanis előirányozta Dalmácia, Albánia bizonyos részeinek, sőt az Oszmán Birodalom egyes területeinek (Antalya, Konya) olasz kézre juttatását is. Olaszország ugyancsak kimaradt az afrikai német gyarmatoknak a győztesek közötti elosztásából. (Viszont Libia 1911 es 1947 között olasz gyarmat volt.)
1919–20-ban az első világháború utáni gazdasági nehézségek, valamint az oroszországi, illetve bajorországi és magyarországi bolsevik jellegű forradalmak nyomán Olaszországban is jelentős munkásmegmozdulásokra, tüntetésekre, sztrájkokra került sor, amelyeket erőszakos gyár- és földfoglalások is kísértek. Ezek tovább súlyosbították az ország gazdasági helyzetét. Mussolini az olasz társadalom nagy részének a bolsevik forradalomtól való félelmét arra használta fel, hogy önmagát a jog és a rend védelmezőjének állítsa be. Squadristi nevű paramilitáris harci osztagai rátámadtak a szakszervezetekre, a baloldali pártokra, és a fasiszták által nem kedvelt politikusokra, elsősorban Észak- és Közép-Olaszországban.
Ebben az időszakban került sor Gabriele D’Annunzio fiumei kalandjára is, amikor csapatai élén meghódította a versailles-i békerendszer által Jugoszláviának ítélt, de nagyrészt olasz lakosságú Fiumét és ott egy „prefasiszta” jellegű rendszert hozott létre, korporatív berendezkedéssel, tömegrendezvényekkel és a fasizmust előrevetítő szimbólumrendszerrel.
Az olasz fasizmus 1921–22-ben gyorsan erősödött szervezetileg, miután egy sor földmunkásszervezet is csatlakozott hozzá. Hamarosan a legnagyobb tömegmozgalommá vált Olaszországban. 1921. november 7-én Rómában Mussolini megalakította a Fasci di Combattimento alapjain a Nemzeti Fasiszta Pártot (Partito Nazionale Fascista), 1922. október 31-én pedig a Menetelés Rómába (Marcia su Roma) néven elhíresült puccsszerű akciójával elérte, hogy a király miniszterelnökké nevezze ki.
Még ekkor sem volt azonban a mozgalomnak egységes szervezete. Több, gyakran helyi vezető személyiségekhez kapcsolódó „kristályosodási pontja” volt. A vidéki körzetekben a fasiszta csoportosulások továbbra is félkatonai szervezetek jellegét öltötték, a városokban azonban inkább a politikai mozgalmi formák domináltak. A vidéki fasiszták élcsapat-szerű kádermozgalomnak tekintették magukat, és erősen ellenálltak Mussolini néppárttá alakulást célzó terveinek. A Duce mindinkább a városi, főleg a római és a nápolyi szervezetekre támaszkodott. Táborába bevont egy sor, korábban is ismert politikust. Nem sikerült azonban megszüntetnie a feszültségeket a vidéki és a városi szervezetek között. Ugyancsak kudarcot vallottak azok a törekvései, hogy városi munkásszervezeteket is csatlakozásra bírjon.

### A vezéri kultusz
1924-25-ben kiéleződtek a mozgalmon belüli ellentétek. Mussolini erre úgy reagált, hogy már nemcsak mint a fasiszta mozgalom vezetője, hanem egyre inkább mint az egész olasz nép vezére (Duce) lépett fel. Betiltotta az Olasz Szocialista Pártot és más antifasiszta szervezeteket, bevezette saját személyi kultuszát, a mussolinismót. Ennek révén úgy mutatta be magát mint a „nép fiát”, munkást, családapát, sportolót, a nők bálványát, katonát. Előszeretettel mutatkozott harciasan, egyenruhában.
De továbbra is számos nehézséggel kellett szembenéznie a párton belül is. 1925-ben a vidéki bázisú „szélsőségesek”, akik ekkor a párt főtitkárát is adták, a saját élcsapat-elképzeléseiknek megfelelően korlátozták a tagfelvételt a pártba. 1925 végén még sztrájk szervezését is megkísérelték, amely Mussolini személye ellen is irányult volna.
Mussolini ügyesen verte vissza ezeket a belső politikai támadásokat, eltörölte a párton belüli választásokat, és sok szélsőségest eltávolított posztjáról. Nem sikerült azonban a katonai elitet a pártba vonzania, a belépők leginkább a hivatalnokok köréből kerültek ki. Távolról sem volt képes a társadalom minden rétegét a párt ellenőrzése alá vonni, ahogy az Németországban az NSDAP-nak sikerült.

### Imperialista hódító törekvések

Az olasz uralom álló területek 1939-ben (vörös), terjeszkedés 1941-ig (lila)

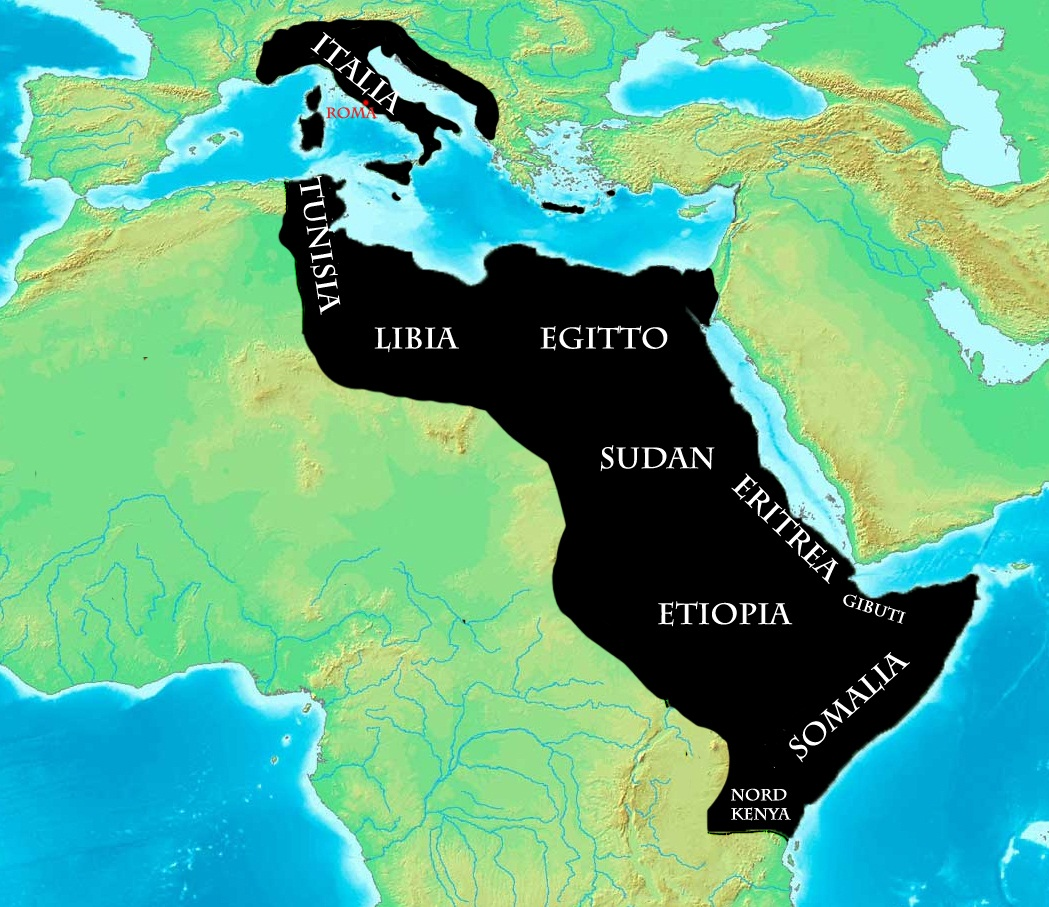
A tervezett birodalom

Az olasz fasizmus egyik fő célja Olaszország nagyhatalmi státuszának elérése volt. Elsősorban az Adriai-tenger partvidékét akarták meghódítani az irredentizmus jegyében. Az 1920-as rapallói határmegállapodás biztosította Zára városát Olaszország számára, az 1924-es római szerződés pedig jóváhagyta Fiume Olaszországhoz csatolását is. 1924-ben Róma megkapta a korábbi Brit-Szomália Jubaland nevű részét, amelyet aztán a korábban is olasz fennhatóság alatt állott Szomáliához csatoltak, mintegy kárpótlásként azért, hogy kimaradt a német gyarmatok első világháború utáni felosztásából.
Az 1935–36-ban megvívott abesszíniai háborúban Olaszország nehezen, de meghódította egész Abesszíniát.
Az olasz fasiszta vezetés azonban elsősorban a Földközi-tenger térségében akarta magát vezető gyarmatosító hatalomként elismertetni. 1939-ben Olaszország háborús szövetségre lépett Németországgal az úgynevezett Acélegyezmény aláírásával. Mussolini akkor ugyan még nem hadviselő félnek nyilvánította országát, de 1940 júniusában már azt deklarálta, hogy Olaszország a maga „döntő súlyával” hadba lép Hitler oldalán.
Az olasz fasiszta háborús célok legfontosabbika az olasz birodalom létrehozása volt. Itália igényt tartott Nizza városára, Korzika, Málta területére, az Adriai-tenger egész dalmát partvidékére, Albániára, Krétára és egy sor további görög szigetre. Az afrikai kontinensen meglévő gyarmataihoz hozzá kívánta csatolni Tunéziát, Egyiptomot a Sinai-félszigettel, Szudánt és Kenya egyes részeit, hogy egy összefüggő birodalmat alakítson ki a kontinens északkeleti részén.
A katonai sikerek azonban elmaradtak. A németek által már megvert Franciaország sikeresen állt ellen az Alpokban az olasz támadásnak; az angolok elleni támadás 1940-ben Észak-Afrikában összeomlott. A görögök elleni támadás a Balkánon szintén kudarcba fulladt, csak a német segítség mentette meg az olasz hadsereget a katasztrófától. E kudarcokat a hadtörténet mindenekelőtt a dilettáns stratégiai tervezés számlájára írja. A Duce mérhetetlenül túlbecsülte országa katonai erejét.
1941-ben egy olasz expedíciós hadtest részt vett a Szovjetunió megtámadásában, a Barbarossa hadművelet végrehajtásában. Ekkoriban érte el, nagy német támogatással, a tervezett „Olasz Birodalom” legnagyobb kiterjedését. Hamarosan elakadt az észak-afrikai német–olasz offenzíva, majd folytatódott a súlyos vereségek láncolata: a tengelyhatalmak tunéziai kapitulációja után 1943 májusában az amerikai és brit csapatok elfoglalták Lampedusa és Pantelleria olasz szigeteket, majd júliusban partra szálltak Szicílián. Az olasz birodalom álma szertefoszlott.

### Zsidóüldözés
A 19. század közepétől Itáliában is megjelent az antiszemitizmus, amiben a római katolikus egyháznak is része volt. Az olasz társadalomban azonban ennek, különösen Németországhoz képest, nem voltak mély gyökerei. Az olaszországi zsidók a fasiszták hatalomátvétele után is megtarthatták társadalmi állásukat, még a fasiszta pártba is beléphettek, amelynek így már a római menetelés idején is mintegy 200 zsidó tagja volt. Néhányan közülük magas pozícióra jutottak a pártban, mint például Aldo Finzi, akit végül 1942-ben zártak ki a pártból, majd az ellenállásban halt meg. Guido Jung, az 1932 és 1935 közötti pénzügyminiszter is zsidó volt.
Mussolinitől nem állt távol az antiszemitizmus. Politikai pályájának jobboldali fordulata után, az oroszországi polgárháború és a Magyarországi Tanácsköztársaság idején már világméretű zsidó összeesküvésről beszélt. A következőket írta:

„Elképzelhető, hogy a bolsevizmus katasztrofális méretű pogrom vérfürdőjébe fullad. A világ pénzügyei a zsidóság kezében vannak. A politikát a páncélszekrények őrzői irányítják. a párizsi bábfigurák mögött a Rotschildok, a Warnbergek, a Schyffek, a Guggenheimek húzódnak meg, akik Pétervár és Budapest urainak fajtestvérei. Holló a hollónak nem vájja ki a szemét. Krisztus elárulta a hebraizmust, de ahogyan Nietzsche csodálatos éleslátással megállapította, csakis azért cselekedett így, hogy még jobb szolgálatot tegyen a zsidóságnak a görög-római civilizáció hagyományos értékeinek megdöntése érdekében.”

– Santarelli 81–82. oldal

Mussolini azonban e téren sem volt következetes. Számos szeretője között az egyik zsidó volt (Margherita Sarfatti), és később több alkalommal nagyon is kritikusan nyilatkozott az antiszemitizmusról. 1927 novemberében újságírók előtt kijelentette:

„A fasizmus egységet jelent, az antiszemitizmus azonban rombolást. A fasiszta antiszemitizmus vagy az antiszemita fasizmus ezért otromba abszurditás. Mi Olaszországban nevetségesnek tartjuk, amikor azt halljuk, hogy Németországban az antiszemiták a fasizmus révén akarnak hatalomra kerülni. Más országokból is érkeznek hírek az antiszemita színezetű fasizmus térnyeréséről. Erőteljesen tiltakozunk a fasizmus ilyen jellegű kompromittálása ellen. Az antiszemitizmus a barbárság terméke, míg a fasizmus a civilizáció legmagasabb fokán áll és teljesen ellentétes az antiszemitizmussal.”

Mussolini egy ideig kitartott ezen álláspontja mellett. Az 1930-as évek elejétől azonban már megjelentek Olaszországban az állami antiszemitizmus jelei. Az izraelita közösségekről szóló törvény (Legge Falco) megerősítette az állami ellenőrzést és beleszólást belső ügyeikbe. Ennek ellenére Olaszország továbbra ia lehetővé tette a Német Birodalomból menekülő zsidók befogadását, illetve továbbutazását Palesztinába.
Adolf Hitler hatalomra jutása után Olaszországban is egyre több antiszemita kiadvány jelent meg. Clara Petaccinak, Mussolini szeretőjének naplójából kiderül, hogy a Duce az 1932–38 közötti időben privátim már erősen antiszemita kijelentéseket tett.
Az abesszíniai háború idején Olaszországban megerősödött a rasszizmus. A zsidópolitikában a fordulópontot az 1938-as év hozta. Német nyomásra az olasz fasiszta párt antiszemita szárnya (többek között Roberto Farinacci, Telesio Interlandi, Paolo Orano és Giovanni Preziosi) nyilatkozatot tettek közzé Manifesto della razza (Faji nyilatkozat) címmel, ami aztán a faji törvények elfogadásához (leggi razziali) vezetett. Ezek alapján regisztrálták és korlátozták az olaszországi zsidókat (39.000 állampolgárt és 11.200 külföldit). Mire Mussolini 1943 júliusában megbukott, alig volt már foglalkozás, amit a zsidók gyakorolhattak volna. Az 1943-ban Észak-Olaszországban a németek uralma alatt létrehozott Olasz Szociális Köztársaságban már a németországi gyakorlat érvényesült a zsidókkal szemben.
Olaszországból összesen mintegy 9000 zsidót szállítottak a koncentrációs táborokba, és gyilkoltak meg.

### Mussolini hatalmának megdöntése
Az olasz haderő 1942-43-ban súlyos vereségeket szenvedett el a második világháború frontjain. Ezen nyomán Mussolinit a Fasiszta Nagytanács, a fasiszta állam legmagasabb döntéshozó szerve a saját szabályainak megfelelő eljárásban leváltotta. Mussolinit azonnal őrizetbe vették. III. Viktor Emánuel olasz király átvette a főparancsnokságot és Pietro Badoglio marsallt bízta meg kormányalakítással. Az új miniszterelnök rendeletileg feloszlatta a fasiszta pártot.

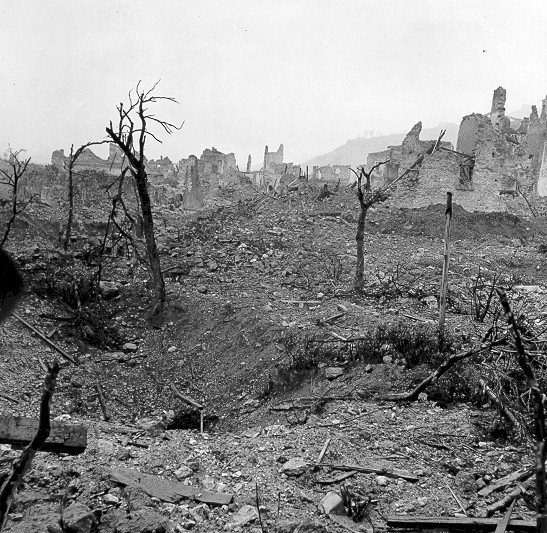
A Monte Cassinó-i csatában 1944 májusában katona esett el. Romok a csata után

A Német Birodalom megkísérelte újra hatalomra juttatni az olasz fasisztákat. 1943. szeptember 12-én német ejtőernyősök merész kommandóakcióval kiszabadították Mussolinit a királypárti olasz haderő fogságából. A német hadsereg megszállta Olaszország északi felé Rómáig, és a Duce vezetésével ott létrejött a Salòi Köztársaságnak is nevezett Olasz Szociális Köztársaság. Ez a bábállam fenntartotta a szövetséget a náci Németországgal, hadat üzent a szövetségeseknek, és minden eszközzel küzdött az antifasiszta partizánok ellen.
A következő két évben a németek és a szövetségesek súlyos harcai Közép-Itália nagy részét lerombolták. A nyílt várossá nyilvánított Róma 1944. június 4-én szabadult fel. A szövetségeseket támogatták az olasz lakosság különböző rétegeiből verbuválódott kommunista, szocialista, katolikus és liberális partizánok a Resistenza keretében.
1945. április elején Mussolinit kommunista partizánok elfogták, és akkori szeretőjével együtt statáriális eljárás keretében kivégezték, holttestüket közszemlére tették. Április 29-én az olaszországi német csapatok feltétel nélkül megadták magukat.

## Az olasz és a német fasizmus különbségei
A fasizmus két legkifejlettebb formája, az olasz és a német fasizmus, azaz a nemzetiszocializmus között az azonosságok mellett jelentős különbségek is voltak. Az elsőként hatalomra jutott olasz fasiszta diktatúrában hamarosan súlyos belső feszültségek keletkeztek. Mussolini nem volt képes a fasiszta mozgalom követeléseit kielégíteni, nem volt képes a „permanens ellenforradalom” fenntartására. Nem voltak olyan belső vagy külső mozgósító céljai, mint később Németországban a „zsidókérdés megoldása”, vagy a „keleti élettér” meghódítása. Az olasz fasiszták hatalomra kerülésével kiderült, hogy nincs más céljuk, mint maga a hatalom, az viszont megélhetést csak a mozgalom kisebbsége számára tudott biztosítani. A Duce ezért is igyekezett, hatalmának konszolidációja idején, leépíteni mozgalmát. Ezért bocsátkozott az abesszín kalandba is, ami csak rövid ideig volt elegendő a nacionalista mozgósításra, és nem hozhatott kézzelfogható eredményeket. A Hitlerrel kötött szövetség révén pedig az olasz fasizmus elveszítette a lényegéhez tartozó nacionalista karakterét, egyben lehetővé tette, hogy az olasz nép tömegesen lépjen a németellenes és egyben antifasiszta harc útjára, ami Németországban nem fordulhatott elő.

## Az olasz fasizmus társadalmi feldolgozása a háború után
Az olasz és a német fasizmus különbségei folytatódtak bukásuk után is. Mivel az olasz fasizmus megdöntésében az olasz nép is részt vett, bukása nem okozott olyan súlyos traumát az egész ország számára, mint Németországban. A fasiszta ideológiai és hatalmi befolyás egyébként sem terjedt ki a társadalom egészére, szemben a nemzetiszocializmussal. Nem került sor a háborús bűnösök elleni nemzetközi perekre sem, mivel az ország nagy része szembefordult a fasiszta rezsimmel.
Emellett az olasz társadalom, különösen a baloldal, élénken ápolta a fasiszta- és németellenes harc, a Resistenza emlékét. A fasizmus egyértelmű elítélése az olasz „első köztársaság” (1946–1993) idején nem csak az erős baloldali pártok, hanem az egész demokratikus társadalom részéről általánosan elfogadott közös álláspont volt.
A háború után alakult meg az Olasz Szociális Mozgalom (MSI), amelyet egykori neofasiszták alapítottak meg. A párt hosszú ideig nem volt tevékeny alakítója az olasz belpolitikának, az 1980-as évektől egyre mérsékeltebb hangvételű lett.
Az 1990-es évek elején lezajlott alapvető változások, a Tangentopoli-ügy és különösen Silvio Berlusconi felemelkedése nyomán a nemzeti-konzervatív, neofasiszta Olasz Szociális Mozgalom–Nemzeti Szövetség révén kezdett teret nyerni a fasiszta korszak eredményeit pozitívan értékelő, bűneit relativizáló megközelítés. Ám ekkoriban az Olasz Szociális Mozgalom korábbi radikális, neofasiszta hangvétele már mérséklődött és egyre inkább a kereszténydemokraták által keletkezett űrt igyekeztek betölteni. A mérséklődés odáig vezetett, hogy 1995-ben a volt MSI tagokból létrejött a Nemzeti Szövetség, Gianfranco Fini vezetésével. Az új párt egyre jobban elhatárolódott a fasizmustól, 2003-ban Fini a Kneszetben kért bocsánatot a fasizmus bűneiért. A mérséklődés miatt a Pino Rauti vezette radikális szárny kivált és Háromszínű Láng néven alapította meg a neofasiszta pártot.
A 2010-es évek óta a Benito Mussolini személyéhez köthető helyszíneken, Salòban, a Garda-tó partján, vagy a Forlì közelében lévő Mussolini-múzeumban, a neofasiszta csoportosulások nyíltan ápolják a Duce emlékét. A fasizmus dicsőítése ugyan törvénybe ütközik az országban, ennek alkalmazása azonban rendkívül nehézkes.
Alessandra Mussolini, az egykori diktátor unokája neofasiszta politikusként bekerült az olasz parlamentbe, 2004 és 2008 között az Európai Parlamentben is képviselő volt, 2013-tól pedig szenátor, azaz az olasz parlament felsőházának tagja.

### Válogatott nemzetközi irodalom

#### Az olasz fasizmus történelme
- Alberto De Bernardi: Una dittatura moderna. Il fascismo come problema storica. 2. Aufl. Mondadori, Mailand 2001, ISBN 88-424-9646-4.
- Richard J. Bosworth: The Italian dictatorship. Problems and perspectives in the interpretation of Mussolini and Fascism. Arnold Press, London, 1998, ISBN 0-340-67727-9.
- Renzo De Felice: Mussolini. Einaudi, Turin 1965–1997 (8 Bde.).
- Emilio Gentile: The Italian road to totalitarianism. Taylor & Francis, London 2009, ISBN 978-0-7146-5487-4.
- Mario Isnenghi: L'Italia del fascio. Giunti, Florenz 1996, ISBN 88-09-21014-X.
- Malte König: Faschismus in Italien. Entstehung, Konsolidierung, Zusammenbruch und Aufarbeitung. In: Der Bürger im Staat 60.2 (2010), S. 143–151.
- Brunello Mantelli: Kurze Geschichte des italienischen Faschismus. 4. Aufl. Wagenbach, Berlin, 2008, ISBN 978-3-8031-2300-8.
- Davide Rodogno: Fascism’s European Empire. Cambridge University Press, Cambridge 2006.
- Denis M. Smith: Modern Italy. A political history. University Press, New Haven, Conn. 1997, ISBN 0-300-07377-1 (früherer Titel Italy).
- Angelo Tasca: Glauben, Kämpfen, Gehorchen. Aufstieg des Faschismus in Italien. („Nascita e avvento del fascismo“). Edition Promedia, Bécs, 2001, ISBN 3-900478-12-0.
- Nicola Tranfaglia: La prima guerra mondiale e il fascismo. UTET, Torino, 1995, ISBN 88-02-04947-5 (Storia d'Italia; 22).
- Hans Woller: Rom, 28. Oktober 1922. Die faschistische Herausforderung, München, 1999

#### Társadalmi, szociológiai összefüggései
- Ruth Ben-Ghiat: Fascist modernities. Italy, 1922–1945. University Press, Berkeley, Calif. 2001, ISBN 0-520-24216-5 (Studies on the history of society and culture; 42).
- Mabel Berezin: Making the fascist self. The political culture of interwar Italy. University Press, Ithaca N.Y. 1997, ISBN 0-8014-8420-0.
- Victoria De Grazia: The culture of consent. Mass organizing of leisure in Fascist Italy. University Press, Cambridge, 1981, ISBN 0-521-23705-X.
- Simonetta Falasca Zamponi: Fascist spectacle. The aesthetics of power in Mussolini’s Italy. Neuaufl. University Press, Berkeley, Calif. 2000, ISBN 0-520-20623-1 (teilw. Dissertation, Universität Berkeley, 1992).
- Emilio Gentile: The sacralization of politics in Fascist Italy („Culto del littorio“). University Press, Cambridge, 1996, ISBN 0-674-78475-8.
- Giorgio Mezzalira–Hannes Obermair (szerk.): Faschismus an den Grenzen / Fascismo di confine. Studienverlag, Innsbruck/Wien/Bozen, 2012, ISBN 978-3-7065-5069-7 (Geschichte und Region/Storia e regione; 20/1).
- Jens Petersen–Wolfgang Schieder (szerk): Faschismus und Gesellschaft in Italien. Staat, Wirtschaft, Kultur. SH-Verlag, Köln, 1998, ISBN 3-89498-021-4 (Italien in der Moderne; 2).
- Petra Terhoeven: Liebespfand fürs Vaterland. Krieg, Geschlecht und faschistische Nation in der italienischen Gold- und Eheringsammlung 1935/36. Niemeyer, Tübingen, 2003, ISBN 3-484-82105-1 (zugl. Dissertation, TU Darmstadt 2002).
- Paola S. Salvatori: La seconda Mostra della Rivoluzione fascista. In: Clio, XXXIX, 3, 2003, S. 439–459.
- Paola S. Salvatori: La Roma di Mussolini dal socialismo al fascismo (1901–1922). In: Studi Storici, XLVII, 2006, 3, S. 749–780.
- Paola S. Salvatori: L’adozione del fascio littorio nella monetazione dell’Italia fascista. In: Rivista italiana di numismatica e scienze affini, CIX, 2008, S. 333–352.

#### Viszonya a nemzetiszocializmushoz
- Maurizio Bach: Die charismatischen Führerdiktaturen. Drittes Reich und italienischer Faschismus im Vergleich ihrer Herrschaftsstrukturen. Nomos Verlag, Baden-Baden 1990, ISBN 3-7890-2106-7.
- Malte König: Kooperation als Machtkampf. Das faschistische Achsenbündnis Berlin-Rom im Krieg 1940/41. SH-Verlag, Köln 2007, ISBN 978-3-89498-175-4 (Italien in der Moderne; 14).
- Sven Reichardt: Faschistische Kampfbünde. Gewalt und Gemeinschaft im italienischen Faschismus und in der deutschen SA. Böhlau, Köln 2002, ISBN 3-412-13101-6 (zugl. Dissertation, FU Berlin, 2000).
- Sven Reichardt, Armin Nolzen (Hrsg.): Faschismus in Italien und Deutschland. Studien zu Transfer und Vergleich. Göttingen 2005.
- Wolfgang Schieder: Faschistische Diktaturen. Studien zu Italien und Deutschland., Göttingen  2008
- Thomas Schlemmer, Hans Woller: Der italienische Faschismus und die Juden. In: Vierteljahrshefte für Zeitgeschichte. Jg. 53 (2005), Heft 2, S. 165-201.1922-1943 nyílt diktatúra 4. Olasz fasizmus (nem = a német nácizmussal!): – jelképei: a Római Birodalomból („fasces” – hatalmi jelkép) – B. Mussolini (tanító volt) → „Vezér” – Duce – feketeingesek – félkatonai erőszakszervezet – egypártrendszer = pártállam – szélsőjobboldali párt – diktatúra (példa: a Római Birodalom!) – kommunistaellenesség – szociális demagógia (a propaganda része a sok ígéret) – munkahelyek teremtése – totális diktatúra – megegyezés a Pápai Állammal – korporációs rendszer (a gyárosok és a munkások közös szervezete, a fasiszta állam vezeti) – sovinizmus (felsőbbrendűség) – nyílt, terrorista erőszak 5. „Modern idők”: elektronikus cikkek (rádió,…), tömegkultúra, orvostudomány: penicillin, inzulin, nők választójoga,

## Fordítás
- Ez a szócikk részben vagy egészben a Italienischer Faschismus című német Wikipédia-szócikk ezen változatának fordításán alapul.  Az eredeti cikk szerkesztőit annak laptörténete sorolja fel. Ez a jelzés csupán a megfogalmazás eredetét és a szerzői jogokat jelzi, nem szolgál a cikkben szereplő információk forrásmegjelöléseként.